# La Ampliación
La Ampliación är en ort i Mexiko.   Den ligger i kommunen San Agustín de las Juntas och delstaten Oaxaca, i den sydöstra delen av landet, 400 km sydost om huvudstaden Mexico City. La Ampliación ligger 1 582 meter över havet och antalet invånare är 185.
Terrängen runt La Ampliación är kuperad österut, men västerut är den platt. Runt La Ampliación är det ganska tätbefolkat, med 90 invånare per kvadratkilometer. Närmaste större samhälle är Oaxaca de Juárez, 6,2 km norr om La Ampliación. I omgivningarna runt La Ampliación växer huvudsakligen savannskog.